# North Branch Division of the Pennsylvania Canal

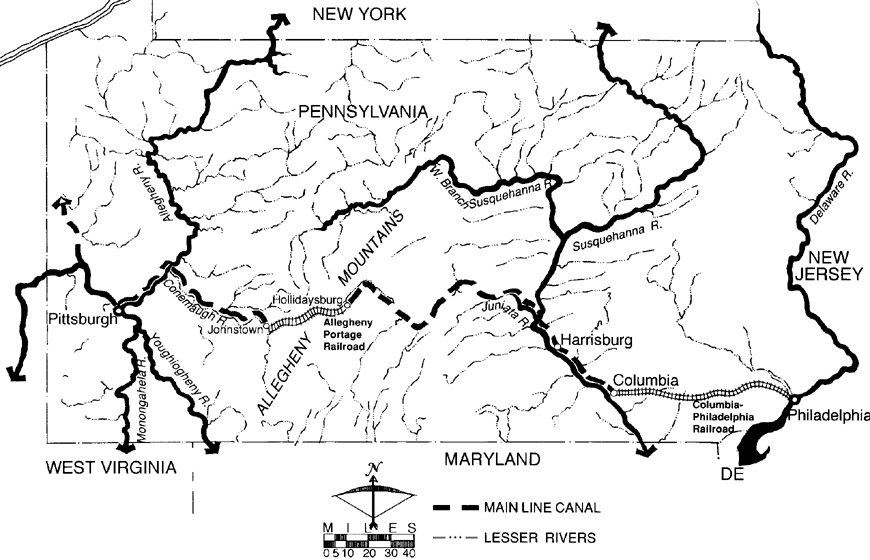
Ancien réseau navigable en Pennsylvanie.

Le North Branch Division of the Pennsylvania Canal était un canal qui s’étirait sur 271 km entre les villes de Northumberland et d’Athens en Pennsylvanie aux États-Unis.

## Description
Près de la ville de Northumberland, le canal débutait son tracé au niveau de la confluence entre les rivières North Branch Susquehanna River et West Branch Susquehanna River. Ces deux rivières sont des affluents du fleuve Susquehanna. Le canal était au total équipé de 43 écluses ce qui permettait aux bateaux de gravir au total un dénivelé d’environ 100 mètres.

### Connexion avec d'autres canaux
Au nord, le canal se terminait près d’Athens à la frontière entre l’État de Pennsylvanie et l’État de New York. Dans ce dernier état, le canal était prolongé en tant que Junction Canal. Ce canal était un canal de 29 km construit par des investisseurs privés. Il était relié au North Branch Canal près de la ville d’Elmira. Près d’Athens, le canal était également relié au Canal Chemung qui était de son côté relié au canal Érié. Grâce à cet ensemble de canaux, il était possible de relier la ville de Buffalo au lac Champlain.
Le canal était connecté au West Branch Canal et au Susquehanna Division Canal à Northumberland, et au Junction Canal et au système de canaux de New York au nord. Cela faisait partie d'un grand réseau de transport qui incluait le Main Line of Public Works de Pennsylvanie.
Le Junction Canal, construit par des investisseurs privés, reliait le North Branch Canal à Elmira, où il était connecté au Chemung Canal, qui menait au nord jusqu'au lac Seneca et au canal Érié. Grâce à ces connexions, les bateaux utilisant le système de canaux de Pennsylvanie pouvaient voyager jusqu'à Buffalo et au lac Champlain[réf. nécessaire].
Au sud, du côté de Northumberland, le canal était relié au canal de Pennsylvanie (Pennsylvania Canal) et faisaient partie d’un système navigable plus global comprenant le Main Line of Public Works.

## Histoire

### Construction et coûts
Les travaux du premier tronçon du canal, long de 88 km, ont débuté en 1828 pour se terminer en 1831 au niveau de la localité de  Nanticoke Falls. En 1834, le canal fut allongé de 27 km. Les travaux du dernier tronçon, long de 156 km,  eurent lieu entre 1836 et 1856.
Le canal a été construit entre 1828 et 1856. Le coût total de la construction de la ligne North Branch était d'environ 1,5 million de dollars.

### Vision et défis
La vision derrière le Wyoming Division était de connecter le charbon du comté de Luzerne avec le commerce descendant vers Philadelphie et le commerce montant vers l'État de New York. L'idée était que les bateaux puissent voyager sans entrave du système de canaux de Pennsylvanie au célèbre canal Érié, mais cela a pris des années à réaliser.
Lorsque le canal a finalement été achevé le 23 juin 1834, il était bien au-dessus du budget, avec un coût total de 342 625 $. Ces dépassements de coût, cependant, n'ont pas pu atténuer l'enthousiasme de voir l'eau se précipiter dans le canal lorsque le feeder Lackawanna a été ouvert.

### Canaux anthracite
Sur les six principaux canaux anthracite en Pennsylvanie, seulement deux étaient détenus par l'État : le North Branch Canal, qui incluait le Wyoming Division, et le Delaware Division Canal. La Pennsylvanie avait la "fièvre des canaux" en 1831 lorsque la législature de l'État a autorisé le gouverneur George Wolfe à emprunter 2,4 millions de dollars pour plusieurs extensions de canaux en Pennsylvanie, y compris le Wyoming Division.

### Canaux connectés
Le canal Susquehanna de la Pennsylvania Canal System a été financé et autorisé dans le cadre de la loi de 1826 sur le Main Line of Public Works, et est devenu plus tard la Susquehanna Division de la Pennsylvania Canal sous la Pennsylvania Canal Commission. Construite tôt dans l'histoire de l'Amérique, cette voie navigable a joué un rôle crucial dans le développement du transport fluvial dans la région.
Le Lehigh Canal, un canal frère dans la Lehigh Valley, alimentait le trafic de charbon vers le Delaware Canal via une connexion à Easton, en Pennsylvanie.

## Vestiges
Le canal n’est plus en activité au XXIe siècle. Il subsiste toutefois quelques tronçons et quelques écluses. Près de Wilkes-Barre, les vestiges sont visibles près d’un sentier pédestre d’environ 1 km de long.

### Vestiges du canal
L’écluse n°1 et une section du canal restèrent intactes jusque 1986. Des portions du lit du canal sont toujours visibles entre Shickshinny et West Nanticoke. La porte de garde de West Nanticoke était toujours intacte. Des tronçons étaient aussi visibles de la Lackawanna River jusque Ransom. À Laceyville, une maison d’éclusier a été transformée en musée.
Susquehanna Riverlands à Salem Township, à 8 miles au sud de Wilkes-Barre, possède 0,5 mile de sentier pédestre le long de la rivière et une section remplie du canal, gérée par la Pennsylvania Power and Light Company. L'écluse n°1 et une section du North Branch Canal original à Northumberland étaient intactes en 1986, tout comme l'écluse n°[réf. nécessaire].

### Chenango Canal Extension
En 1863, la législature de New York a autorisé la construction d'un autre canal, le Chenango Canal Extension, qui devait s'étendre sur environ 40 miles le long de la rivière North Branch Susquehanna de Binghamton, New York, à la frontière entre la Pennsylvanie et New York[réf. nécessaire].

### West Branch Division
La West Branch Division du Pennsylvania Canal s'étendait sur 73 miles (117 km) depuis le bassin du canal à Northumberland, en Pennsylvanie, à la confluence de la West Branch Susquehanna River avec le tronc principal de la Susquehanna River, au nord à travers Muncy, puis à l'ouest à travers Williamsport, Jersey Shore, et Lock Haven jusqu'à son terminus à Farrandsville.
Des vestiges du canal existent le long de la West Branch Susquehanna River entre Northumberland et Lock Haven. Des murs de canal en pierre sont encore debout près de Muncy, tandis que d'autres vestiges de canal et d'écluse sont préservés près de Lock Haven. Des travaux archéologiques et de restauration ont commencé en 2005 au Muncy Canal Heritage Park and Nature Trail, 11 acres (4,5 ha) incluant des restes d'un chemin de halage, d'une écluse, d'un mur de canal et d'une maison de gardien d'écluse.

## Vente et abandon
L'État a vendu le tracé à la Pennsylvania Railroad Company en 1859. Le chemin de fer a remplacé le système de portage et a maintenu les canaux comme alimentateurs de trafic. Les canaux ont été abandonnés après la grande tempête de 1889 qui a causé tant de dégâts à travers l'État et a également causé l'inondation qui a détruit Johnstown. Les autres canaux "sans issue" qui étaient connectés à la ligne principale ont été remplacés par des chemins de fer.

## Musées et parcs
Le National Canal Museum se trouve à Easton et éduque sur les canaux Lehigh et Delaware, ainsi que sur tous les canaux de Pennsylvanie. Ils ont également une promenade en bateau sur le canal le long de l'ancien Lehigh Canal. Les Friends of the Delaware Canal travaillent avec le Delaware Canal State Park pour la maintenance et la programmation du Delaware Canal long de 59 miles. La Schuylkill Canal Association est un groupe de bénévoles à but non lucratif qui fournit une interprétation historique et mène des activités au Schuylkill Canal Park.
Le Delaware and Lehigh National Heritage Corridor préserve, interprète et met en valeur l'histoire nationale significative de la route de transport de plus de 165 miles entre Wilkes-Barre et Bristol, en Pennsylvanie. Le corridor a établi un sentier le long de la route de 165 miles de la Lehigh et de la vallée du Delaware, utilisant à la fois les anciens chemins de fer et les chemins de halage des canaux.

## Archives et sociétés historiques
Certaines des plus grandes archives offriront des collections numériques, mais il y aura toujours plus dans les collections cachées que ce qui peut être mis à disposition en ligne. Ne négligez pas les petites sociétés historiques gérées par des bénévoles le long des routes des canaux, car elles auront probablement des matériaux liés aux canaux. Les Pennsylvania State Archives notent qu'elles possèdent l'une des plus grandes collections de documents sur les canaux aux États-Unis.

## Construction du canal
Le système hybride de 395 miles de long comprenait quatre composants : le Philadelphia and Columbia Railroad (P&C), deux sections du Pennsylvania Canal, et l'Allegheny Portage Railroad. Commencé à Philadelphie, le Philadelphia and Columbia Railroad, alimenté par des chevaux, longeait la "Main Line" jusqu'à Columbia sur la rivière Susquehanna. De Columbia, l'Eastern Division du Pennsylvania Canal se connectait à la Juniata Division à Duncan's Island (Duncannon), près de la confluence des rivières Susquehanna et Juniata.

### Staple Bend Tunnel
Ses trains passaient par le Staple Bend Tunnel, long de 901 pieds, le premier tunnel ferroviaire d'Amérique, en route vers le bassin du canal à Johnstown, où la Western Division du Pennsylvania Canal s'étendait jusqu'à la rivière Allegheny, puis le long de ses rives pour la dernière étape jusqu'à Pittsburgh.

### Main-d'œuvre
Pour trouver les hommes nécessaires à la construction des deux sections du Pennsylvania Canal, les opérateurs du canal ont placé des annonces dans les journaux de toute l'Irlande qui encourageaient les hommes valides à venir en Amérique pour travailler sur le projet de construction de 10 millions de dollars. Il a fallu des milliers de travailleurs, dont beaucoup étaient des immigrants, plus de sept ans pour construire le canal.

## Sites historiques
Introduction aux canaux historiques de Pennsylvanie (y compris 27 sites sélectionnés). Vous pouvez cliquer directement sur la carte pour accéder aux sites avec des présentations et de courtes descriptions ! Les sites qui ont des liens sont connectés à des pages avec des images, des directions et des présentations multimédias téléchargeables.